# ابراهیم بن مالک اشتر
ابراهیم بن مالک بن حارث النخعی (درگذشتهٔ اکتبر ۶۹۱ میلادی) فرمانده‌ای عرب بود که در رکاب خلیفه وقت، علی بن ابی‌طالب (در قدرت ۶۵۶–۶۶۱) و بعدها در جرگه حامیان خاندان علی به رهبری مختار ثقفی خدمت می‌کرد. او در نبرد خازر (۶۸۶م) که پیروزی قاطعی کسب کرد فرماندهی نیروهای مختار را علیه امویان برعهده داشت. او در این نبرد شخصاً عبیدالله بن زیادبن ابیه را کشت.

## خانواده و اوایل زندگی
ابراهیم فرزند مالک اشتر بود. مالک یکی از فرماندهان نظامی در خلافت راشدین و از جنگجویان وفادار به علی بن ابی‌طالب محسوب می‌گردید. پیشینه خانواده او به قبیله بنی نخع بازمی‌گردد که به سبب همین ریشه، لقب نخعی، در کنار نام او و پدرش است. بنی نخع جزو قبیلهٔ بزرگتری به نام مذحج بود. او برادری داشت که از مادر با او یکی بود به نام عبدالرحمن بن عبدالله نخعی که او نیز به عنوان یک جنگجو شناخته‌شده‌است. گفته‌شده ابراهیم نیز همراه با پدرش در سپاه علی بن ابی‌طالب و در نبرد صفین دربرابر سپاه بنی امیه در سال ۶۵۷م شرکت کرده‌است.

## عملکرد
نقش ابن‌اشتر هنگامی برجسته گردید که او به خدمت حامیان خاندان علی تحت رهبری مختار ثقفی علیه بنی‌امیه وارد گردید. پس از گرفتن کنترل کوفه در ۶۸۵/۸۶، سپاه بنی‌امیه به فرماندهی عبیدالله بن زیاد به‌سوی کوفه به‌راه افتاد. مختار، ابن‌اشتر را همراه با سربازانش که بیشتر آنان را ایرانیان شکل می‌دادند برای مقابله با این سپاه که در خاک عراق پیش می‌آمد اعزام نمود. ابن‌اشتر همراه با نیروهایش به سوی شمال رفته و در نبرد خازر واقع در شرق موصل با سپاه اموی درگیر گردید. او شکست سختی به آنان وارد کرد و شخصاً عبیدالله را کشت گرچه فرماندهان بزرگ دیگری همانند حصین بن نمیر نیز در این نبرد کشته‌شدند. ابراهیم سرهای از بدن جدا شدهٔ کشته‌شدگان را برای مختار فرستاد و پیکرهای آنان را سوزاند. مختار نیز آنان را برای خلیفهٔ ضد اموی مدینه و عراق یعنی عبدالله بن زبیر ارسال کرد.

## درگذشت
در سال ۶۸۷، مختار او را به فرمانداری موصل منصوب نمود. موصل درپی نبرد خازر به کنترل مختار درآمده‌بود. در همان سال مختار و نیروهایش در کوفه به‌وسیلهٔٔ مصعب بن زبیر به محاصره درآمدند، و مختار سرانجام در درگیری با آنان کشته‌شد. در نتیجه ابن‌اشتر به زبیریان روی آورد گرچه عبدالملک مروان خلیفه اموی نیز تلاش زیادی نمود تا او را جذب نیروهای خودش نماید. سرانجام ابن اشتر همراه با مصعب در نبرد دیرالجثالیق در اکتبر ۶۹۱م کشته شدند، و این شکست زبیریان از امویان باعث گردید تا سراسر عراق به کنترل بنی‌امیه بازگردد. سپاهیان بنی‌امیه پس از پایان یافتن نبرد جسد او را یافته و سوزاندند.پیکرش را در نزدیکی شهر سامرا دفن کردند.

## دیدگاه‌ها
تاریخ‌نگار هیو کندی ابن اشتر را اینگونه توصیف کرده‌است: «با استعدادترین فرماندهی که در دوران مروانیان از کوفه برخاسته‌است» (۶۸۴–۷۵۰م).

## کتابشناسی
- Hawting, G.R., ed. (1989). The History of al-Ṭabarī, Volume XX: The Collapse of Sufyānid Authority and the Coming of the Marwānids: The Caliphates of Muʿāwiyah II and Marwān I and the Beginning of the Caliphate of ʿAbd al-Malik, A.D. 683–685/A.H. 64–66. SUNY Series in Near Eastern Studies. Albany, New York: State University of New York Press. ISBN 978-0-88706-855-3.
- Kennedy, Hugh (2001). The Armies of the Caliphs: Military and Society in the Early Islamic State. Routledge. ISBN 0-415-25092-7.
- Lewis, B.; Ménage, V. L.; Pellat, Ch. & Schacht, J., eds. (1971). "Ibrāhīm b. al-Ashtar". The Encyclopaedia of Islam, New Edition, Volume III: H–Iram. Leiden: E. J. Brill. p. ۹۸۷. OCLC 495469525.

- سجادی، صادق (۱۳۷۴). «ابن اشتر، ابراهیم». دائرةالمعارف بزرگ اسلامی. ج. ۲. تهران: مرکز دائرةالمعارف بزرگ اسلامی.